# Papi Sánchez
Robert José De León Sánchez. (Santo Domingo, República Dominicana, 18 de septiembre de 1975) más conocido como Papi Sánchez, es un rapero y productor dominicano de la Edad de oro del hip-Hop de su país. Formó parte de los legendarios grupos de rap MC Connection y Escuela Peligrosa y está considerado como uno de los mejores liricistas del movimiento Dominicano, también como el artista de su género con mayor cantidad de discos vendidos en Europa. Vendió más de 2 millones de discos en todo el mundo hasta el año 2014, Sánchez estuvo como Director de la cadena de radio más importante de su país Tele micro, también fue A&R de la disco gráfica Italiana Planet Records.

En el 2003 lanza su primer álbum comercial de estudio "Yeah Baby" que logró un gran éxito con los temas Enamórame, Dilema y Suave Mami, Último que fue tema principal de la banda sonora de la película estadounidense "The Reunion" en listas en EE. UU., Europa e Hispanoamérica. A lo largo su carrera, tuvo la oportunidad de dar la vuelta al mundo, logró conquistar el público de Francia, Bélgica, Suiza, Italia, Alemania, Austria, España, Luxemburgo, Portugal, Rusia, Turquía, Marruecos, Argelia, Isla Guadalupe, Grecia entre otros; logró ganar discos de oro en Francia y Bélgica, en el 2006 la famosa bailarina y presentadora de televisión chilena Yamna Lobos grabó la canción Enamórame teniendo un rotundo éxito, de igual modo en el 2013 Dj Assad aparece junto a Papi Sánchez en un remix y en la voz femenina la cantante francesa Luyanna, del tema Emamorame ahora en Francés, este fue 11 semanas n.º 1 en los Clubs y 8 semanas n.º 1 en el canal de videos M6 de Francia, en diciembre del 2014 salió al mercado el nuevo álbum de Chico y sus Gipsy Kings donde papi Sánchez es invitado especial en el tema "Báilame". Hoy en día Papi Sánchez es uno de los artistas más internacionales de la República Dominicana; Actualmente es Presidente ejecutivo de la compañía discográfica Sánchez Family Entertainment con distribución bajo Select O Hits.

## Nombre artístico
Papi desciende desde cuando él estaba en la escuela que las chicas de su clase le llamaban "Papi" y Sánchez desciende del apellido familiar de parte de madre.

## Influencias
Papi Sánchez ha sido influenciado artísticamente desde niño por artistas que le sirvieron de inspiración como Big Daddy Kane, LL Cool J, Rakim, Juan Luis Guerra, Toño Rosario, Run DMC y Fernando Villalona

## Yeah Baby!!
En el año 2003 Papi Sánchez lanza a la luz pública su primer álbum debut Yeah Baby! que conquistó el público europeo con temas como "Suave mami, "Dilemma a.k.a. Dilema", Que dura Tu Ta'" y uno de los más exitosos de ellos fue "Enamórame" que logró el puesto n.º 1 en las listas Billboard. Obteniendo así un premio Billboard como revelación del año, un premio MTV Europe 2004, y reconocimiento de la emisora francesa Njr más múltiples discos de oro en Francia y Bélgica.

## 2004-2005
A partir de noviembre del 2004, Papi recorre París presentándose en sitios como en el Zenit, uno de los dos teatros más importantes de Francia. Luego en festival más importante de todos los años en Italia, el Latino Americando. Presentaciones en Bruselas, Tenerife (España) entre otras. Fue tan grande el éxito que hacían fila en las tiendas de Francia para comprar su disco que lo llevó a hacer 2 millones de copias así al ganar 2 discos de Oro uno en Francia y otro en Bélgica. En junio del 2005 Papi Sánchez fue reconocido de éxitos en Europa ya después de varias presentaciones. Después de todo comenzó a trabajar en su segundo álbum "Welcome To Paradise"

## 2006-2007
En el 2006 termina su tercer álbum luego de un galardón como "Artista popular destacado en el extranjero", ya semanas después este disco tiene 60.000 ventas por iTunes y todo Estados Unidos. En enero del 2007 comienza una nueva gira en Europa y segunda vez en el Miden en Canes, Francia, y segunda vez en julio en Italia, en el festival Latino Americano.

## 2008-2009
En diciembre del 2007 comienzan las grabaciones de su producción número 4 con un single similar a Enamórame "Hazme el Amor En La Playa" esta vez bajo el sello Planet Records que salió a la luz el 20 de septiembre de 2008 y gira por Estados Unidos y Venezuela.

## Premios
- Premios Billboard 2003: Como revelación del año
- Mtv Europe music Awards 2004: Mejor sencillo Tropical
- Zomer Hit 2005 Radio 2: Mejor Actuación
- Premios Casandra 2004: Revelación del año
- Premios Casandra 2006: Artista popular destacado en el Extranjero

## Discografía
- Yeah Baby !! 2003
- Welcome To The Paradise 2005
- Made In Dominican Republic 2007
- El Rey De La Repùblica 2008
- Invicto 2010
- Séptimo Soltero 2015
- Mi Reinado 2017

## Sencillos
- Enamórame 2003
- Suave Mami 2003
- Dilema a.k.a. Dilemma 2004
- Mano Pa Arriba 2005
- Hazme El Amor En La Playa 2008
- Solo 2009
- Pop Pop Kuduro 2011
- Te Amare 2013
- Enamorame Francés 2014
- Amare Francés 2014
- Rumba 2014